# Bercaeopsis mimoris
Bercaeopsis mimoris är en tvåvingeart som först beskrevs av Henry J. Reinhard 1947.  Bercaeopsis mimoris ingår i släktet Bercaeopsis och familjen köttflugor. Inga underarter finns listade i Catalogue of Life.